# Newport Casino
Newport Casino er et sportskompleks og rekreativt område i Newport, Rhode Island, USA. Det blev opført i 1880 og blev i 1987 udnævnt til nationalt historisk mindesmærke i anerkendelse af dens bemærkelsesværdige arkitektur og for sin betydning for tennishistorien i USA. Stedet huser nu blandt andet International Tennis Hall of Fame, og det var her, de første udgaver af US Open blev spillet i 1880'erne.

## Historie
Newport Casino blev opført på foranledning af rigmanden James Gordon Bennett Jr. Han besluttede i slutningen af 1870'erne at oprette en klub og fandt en passende grund til den. Han hyrede arkitekten Charles McKim til at tegne bygningen, og opførelsen blev påbegyndt i januar 1880. Den åbnede for offentligheden i august samme år. På trods af navnet var der aldrig kasino på stedet. Ordet "casino" skal her forstås i betydningen "lille villa til fornøjelse". Stedets gyldne periode var i slutningen af det 19. og begyndelsen af det 20. århundrede, hvor der primært om sommeren blev afholdt en lang række fritidsaktiviteter på stedet for den velhavende og magtfulde elite. Blandt de mest kendte er tennisturneringen US National Championships (forgængeren for US Open) 1881-1914. Dertil kom bueskydning, billard, bowling, hestekonkurrencer, teater, dans osv.
Efter at US National Championships i tennis var flyttet til New York, blev der afholdt en invitationsturnering i tennis i Newport. Denne fandt sted i perioden 1915-1967.
Efter de gode år begyndte eliten at søge andre steder hen, og oveni kom den økonomiske nedtur i 1930'erne. Casinoet havde i virkeligheden allerede fra begyndelsen kæmpet med en dårlig økonomi, og denne situation blev mere udpræget, så i 1950'erne var Casinoet i en ganske dårlig stand; således var tennisklubbens hovedbygning brændt ned i 1945. På dette tidspunkt overtog Candy og James Henry Van Alen stedet og fik etableret Tennis Hall of Fame i 1954. Samtidig var der fortsat den årlige tennisturnering, og disse to forhold var med til at sikre stedets bevarelse.
Bygningskomplekset er i de seneste år kommet til ære og værdighed igen. I 1980 blev tennisklubbens hovedbygning genopført, og i 1987 blev komplekset udnævnt til nationalt historisk mindesmærke. De fleste bygninger fremtræder i velholdt stand, og den ellers hensygnende teaterbygning er renoveret i den seneste tid.

## Arkitektur
Newport Casino er som et af de første opført i den victorianske shingle style, der er karakteriseret ved en rustik stil med tag lavet ved hjælp af "spåner", der ikke nødvendigvis var af træ. Andre karakteristiska ved stilen er, at bygningerne får et præg af en enhed, så overgangene udviskes, fx mellem ude og inde samt mure og tage.
Komplekset omfatter følgende:
- Casinoet (butikker, restaurant, kontorer og International Tennis Hall of Fame)
- Horseshoe Piazza og Gård
- Bill Talbert-stadionet
- Tennisklubbens hovedbygning
- Teater
- Indendørs tennisbaner
- Udendørs græstennisbaner